# Kubáňovo
Kubáňovo (hongrois : Szete) est un village de Slovaquie situé dans la région de Nitra.

## Histoire
Première mention écrite du village en 1236.
La localité fut annexée par la Hongrie après le premier arbitrage de Vienne le 2 novembre 1938. En 1938, on comptait 615 habitants dont 8 d'origine juive. Elle faisait partie du district de Šahy (hongrois : Ipolysági járás). Le nom de la localité avant la Seconde Guerre mondiale était Setich/Szete. Durant la période 1938 - 1945, le nom hongrois Szete était d'usage. À la libération, la commune a été réintégrée dans la Tchécoslovaquie reconstituée.

## Démographie

### Évolution de la population
| Année:               | 1994. | 2004.    | 2014.   | 2024.    |
| -------------------- | ----- | -------- | ------- | -------- |
| Nombre de personnes: | 336   | 296      | 286     | 251      |
| Différence:          |       | -11,90 % | -3,37 % | -12,23 % |

| Année:               | 2023. | 2024.   |
| -------------------- | ----- | ------- |
| Nombre de personnes: | 261   | 251     |
| Différence:          |       | -3,83 % |